# Du Barry Was a Lady
Du Barry Was a Lady est une comédie musicale américaine de Cole Porter (musique et chansons) sur un livret d'Herbert Fields et B.G. DeSylva. La création a lieu le 6 décembre 1939 au 46th Street Theatre à New York sous la direction d'Edgar MacGregor et sur une chorégraphie de Robert Alton. Le spectacle est transféré en octobre 1940 au Royal Theatre. La dernière des 408 représentations est donnée le 12 décembre 1940. En 1943, le musical est adapté au cinéma dans La Du Barry était une dame, avec une mise en scène de Roy del Ruth.  

## Argument
Louie Blore, préposé aux toilettes d'un cabaret, a gagné aux courses et devient riche du jour au lendemain. Il est amoureux de May Daly, une chanteuse du cabaret qui est amoureuse d'Alexandre Barton, le frère de son amie Alice. Alice, quant à elle, est éprise de Harry Norton. Alexandre, malheureux en mariage, courtise également May. Pour évincer Alexandre, Louie sur le conseil d'un ami décide de lui faire avaler une boisson avec des somnifères, mais Louie se trompe de verre et boit la potion. Il s'endort et fait d'étranges rêves.

## Distribution
- Louie Blore / Louis XV : Bert Lahr
- May Daly / Madame du Barry : Ethel Merman
- Alice Barton / Madame de Vernay, une amie de May qui devient sa première dame : Betty Grable
- Charley, un ami de Louie qui devient son dauphin : Benny Baker
- Harry  Norton / capitaine de la garde royale :Charles Walters
- Alexandre Barton, le frère d'Alice qui devient l'amant de May : Ronald Graham

## Numéros
| Acte I 1. Ouverture 2. Ev'ry day a holiday - Harry, Alice et les autres 3. It ain't etiquette - Louie, Vi Hennessey 4. When love beckoned - May et les autres 5. Katie went to Haiti - May et les autres 6. Dream song - chœur d'hommes 7. Mesdames et Messieurs - chœur de femmes 8. But in the morning, no - Louie et madame du Barry 9. Do I love you - Alex et Madame du Barry 10. Well, did you evah? - Alice, Harry et les autres | Acte II 1. Give him the Oo-la-la - Madame Du Barry 2. It was written in the stars - Alex et les autres 3. Frienship - Louie et May 4. Finale - May les autres |